# George Starke
George Lawrence Starke (18 de julio de 1948 en Nueva York, Nueva York) fue un liniero ofensivo de fútbol americano que jugó para los Washington Redskins en la National Football League.
Un graduado de 1971 del Columbia College en Nueva York, Starke fue líder de su equipo universitario como tight end en 1969.
Jugó profesionalmente para los Washington Redskins de 1973 a 1984 como liniero ofensivo, ayudando a ganar el Super Bowl XVII. Fue nombrado como uno de los 70 jugadores más grandes en la historia de los Redskins history.
El gigantesco físico de Starke (1.95 m, 115 kg) le hizo ser conocido como el "Líder Cerdo" de "Los Cerdos," la afamada línea ofensiva de los Redskins, la cual también incluía a Russ Grimm, Mark May, Joe Jacoby y Jeff Bostic. Los Cerdos permanecieron juntos con otras pocas adiciones nuevas casi una década después del retiro como profesional de starke en 1984.

## Arresto por posesión de drogas
Starke terminó en una corte después de que la policía encontrara crack en un automóvil que manejaba el 14 de mayo de 2004 en Washington D. C. al ser detenido por no llevar puesto su cinturón de seguridad. Fue condenado a un año de libertad condicional por posesión de cocaína.